# Amphiesma
Amphiesma este un gen de șerpi din familia Colubridae.

## Galerie

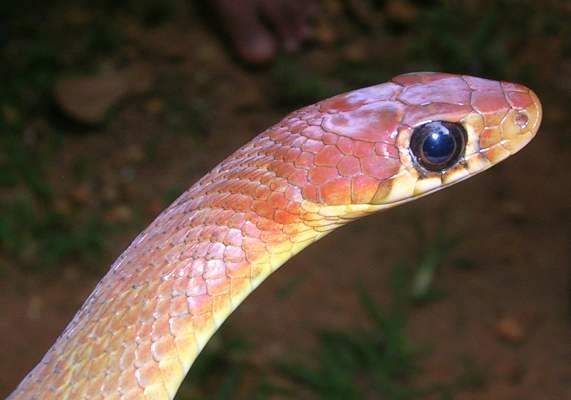
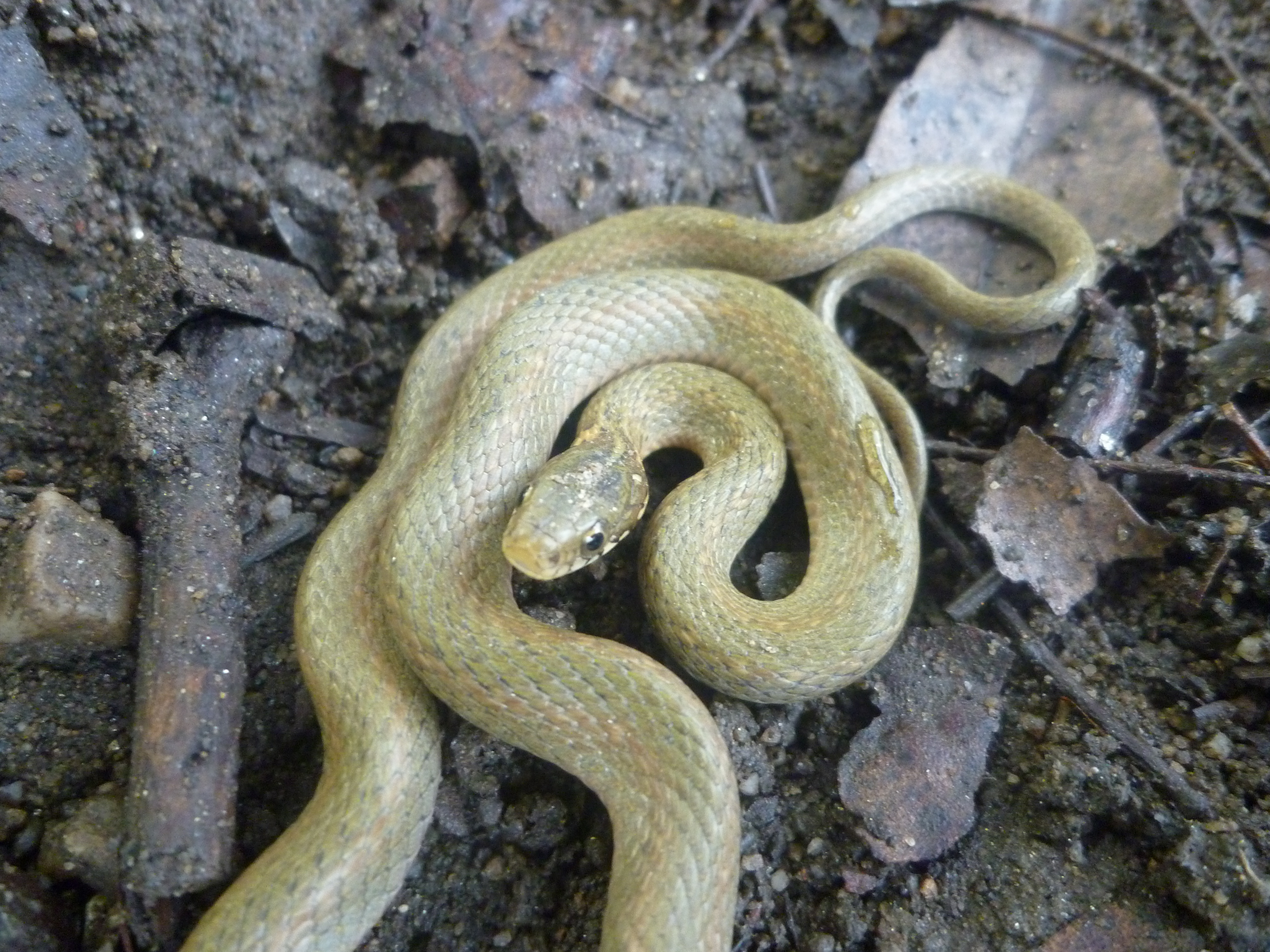
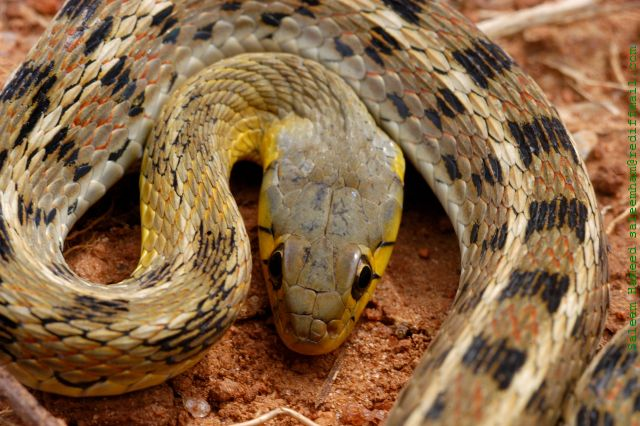

## Specii[1]
- Amphiesma andreae
- Amphiesma atemporale
- Amphiesma beddomei
- Amphiesma bitaeniatum
- Amphiesma boulengeri
- Amphiesma celebicum
- Amphiesma concelarum
- Amphiesma craspedogaster
- Amphiesma deschauenseei
- Amphiesma flavifrons
- Amphiesma frenatum
- Amphiesma groundwateri
- Amphiesma inas
- Amphiesma ishigakiense
- Amphiesma johannis
- Amphiesma kerinciense
- Amphiesma khasiense
- Amphiesma leucomystax
- Amphiesma metusia
- Amphiesma miyajimae
- Amphiesma modestum
- Amphiesma monticola
- Amphiesma nicobariense
- Amphiesma octolineatum
- Amphiesma optatum
- Amphiesma parallelum
- Amphiesma pealii
- Amphiesma petersii
- Amphiesma platyceps
- Amphiesma popei
- Amphiesma pryeri
- Amphiesma sanguineum
- Amphiesma sarasinorum
- Amphiesma sarawacense
- Amphiesma sauteri
- Amphiesma sieboldii
- Amphiesma stolatum
- Amphiesma venningi
- Amphiesma vibakari
- Amphiesma viperinum
- Amphiesma xenura